# NGC 2462
NGC 2462 je galaksija u zviježđu Risu.

## Vanjske poveznice
- SEDS: NGC 2462